# Научно-производственный комплекс «Прогресс»
Научно-производственный комплекс «Прогресс» (укр. Науково-виробничий комплекс «Прогрес») — научно-производственное объединение военно-промышленного комплекса Украины, которое специализируется на производстве компонентов ракетно-артиллерийских боеприпасов.
В состав НТК входит Центральное проектное конструкторское бюро "Точность".

## История
Изначально, продукцией предприятия являлось производство высокоточных артиллерийских снарядов, а также лазерных головок самонаведения для артиллерийских снарядов, ракет класса "воздух-воздух" и "земля-воздух", позднее было освоено производство систем защиты вертолётов от управляемых ракет самонаведения.
Кроме того, НТК выпускает продукцию гражданского назначения: энергосберегающие теплообменные препараты, тепловые насосы, медицинскую технику, инструменты и иные товары народного потребления.
В 1980-е годы здесь было освоено производство лазерной полуактивной головки самонаведения для 152-мм артиллерийского управляемого снаряда «Краснополь».
После провозглашения независимости Украины, в марте 1995 года Верховная Рада Украины внесла завод в перечень предприятий, которые не подлежат приватизации в связи с их общегосударственным значением.
В сентябре 1996 года была создана российско-украинско-белорусская транснациональная промышленно-финансовая группа "Точность", объединившая предприятия - производители стрелкового и ракетно-артиллерийского вооружения. В состав группы вошли два украинских предприятия (НТК «ЗТМ» и НПК «Прогресс»).
В августе 1997 года завод был включён в перечень предприятий, имеющих стратегическое значение для экономики и безопасности Украины.
В начале 2000-х гг. НПК "Прогресс" был разработан 152-мм управляемый артиллерийский снаряд "Квітник".
Весной 2004 года НПК "Прогресс" начал подготовку к серийному производству станций оптико-электронного подавления "Адрос", предназначенных для защиты вертолётов от поражения управляемыми ракетами различных типов с инфракрасными головками самонаведения.
В январе 2007 года на оружейной выставке IDEX-2007 предприятие представило демонстрационный образец  управляемого артиллерийского снаряда "Квітник" калибра 155 мм стандарта НАТО.
По состоянию на начало 2008 года основной продукцией НПК «Прогресс» являлись:
- авиационный прицел АСП-17В-П[1]
- пассивная тепловая головка самонаведения 75Т[1]
- пассивная тепловая головка самонаведения 9Э418[1]
- тепловизионная головка самонаведения для управляемых ракет[1]

После создания в декабре 2010 года государственного концерна «Укроборонпром», НТК вошёл в состав концерна.